# Aangroeiend Fonds tot Verbetering der Volkshuisvesting
De vereniging het Aangroeiend Fonds tot verbetering der Volkshuisvesting werd in 1893 opgericht in Amsterdam door de filantroop en jurist mr. Daniël Josephus Jitta (1854-1925), om een bijdrage te leveren aan de oplossing van het groeiende probleem van de huisvesting van arbeiders, die in de tweede helft van de 19e eeuw veelal onder erbarmelijke omstandigheden leefden in oude volksbuurten in de Amsterdamse binnenstad. Bij de vereniging waren in de beginjaren ook zijn schoonvader Abraham Carel Wertheim en Willem Hovy nauw betrokken.

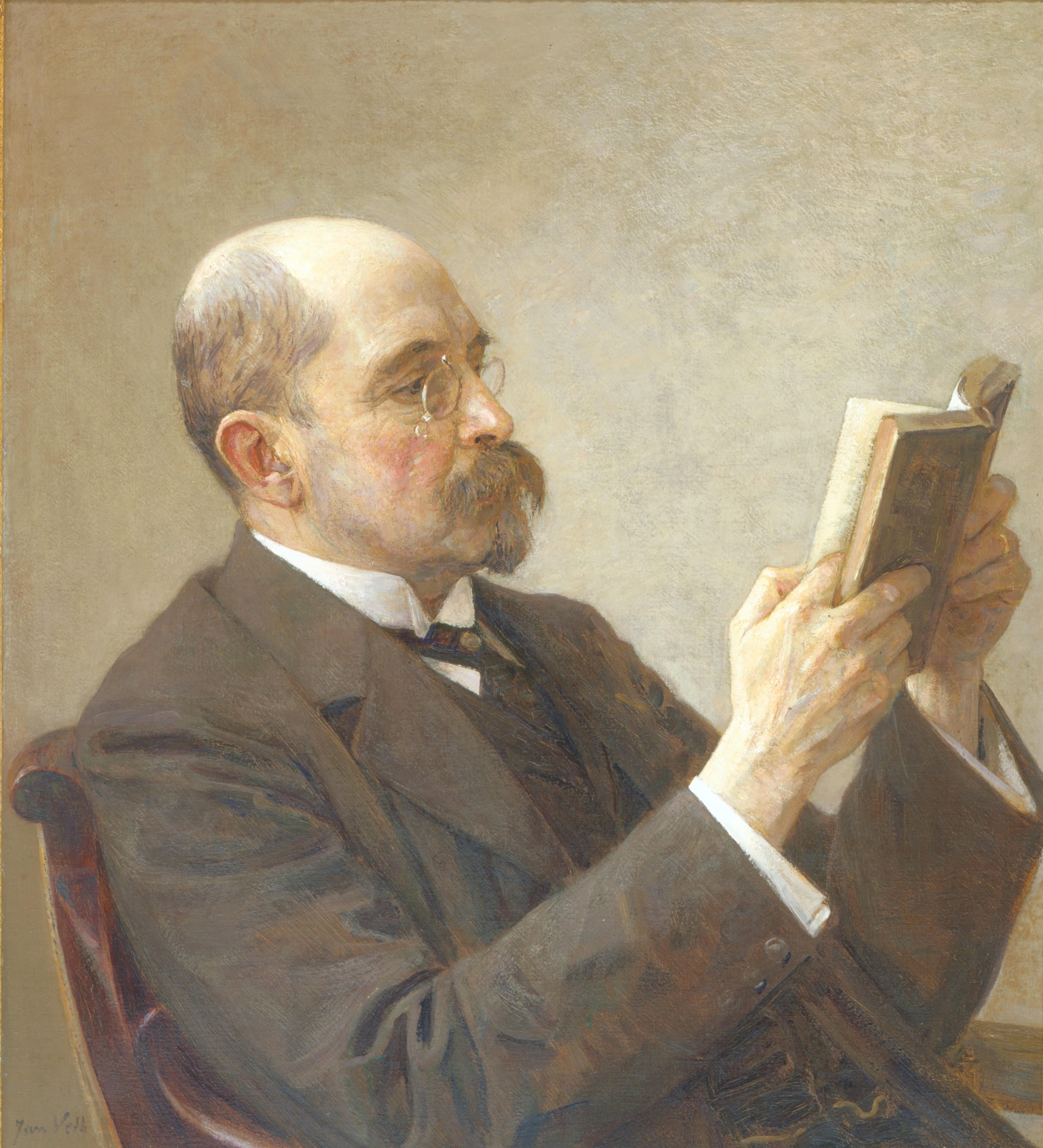
Daniël Josephus Jitta (1854-1925) door Jan Veth

## Bevolkingsgroei
De vereniging werd opgericht in een periode dat al bijna twintig jaar in hoog tempo nieuwe arbeiderswijken werden gebouwd buiten de Singelgracht. Het waren slecht gebouwde volkswijken zoals de Pijp, de Dapperbuurt, de Kinkerbuurt en de Staatsliedenbuurt, die samen met sanering en nieuwbouw in verkrotte buurten de schrijnende leefomstandigheden van de arbeiders in de binnenstad moesten opheffen. De toestroom van nieuwe arbeiders naar de steden bleef echter onverminderd aanhouden, waardoor deze nieuwbouwwijken de slechte woonomstandigheden in de verste verte niet konden opheffen.

## Oprichting

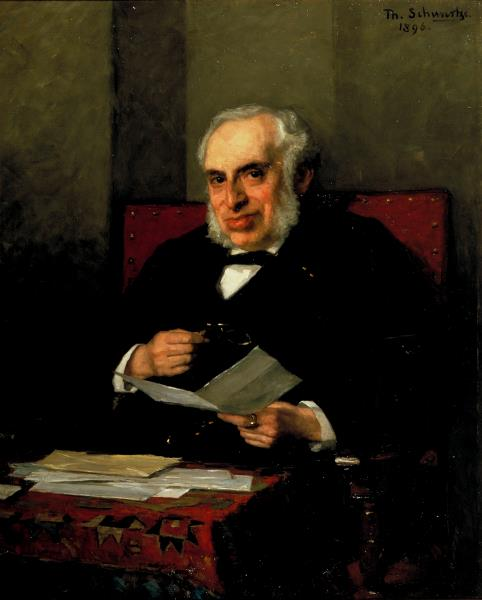
Abraham Carel Wertheim door Thérèse Schwartze (in het Joods Historisch Museum)

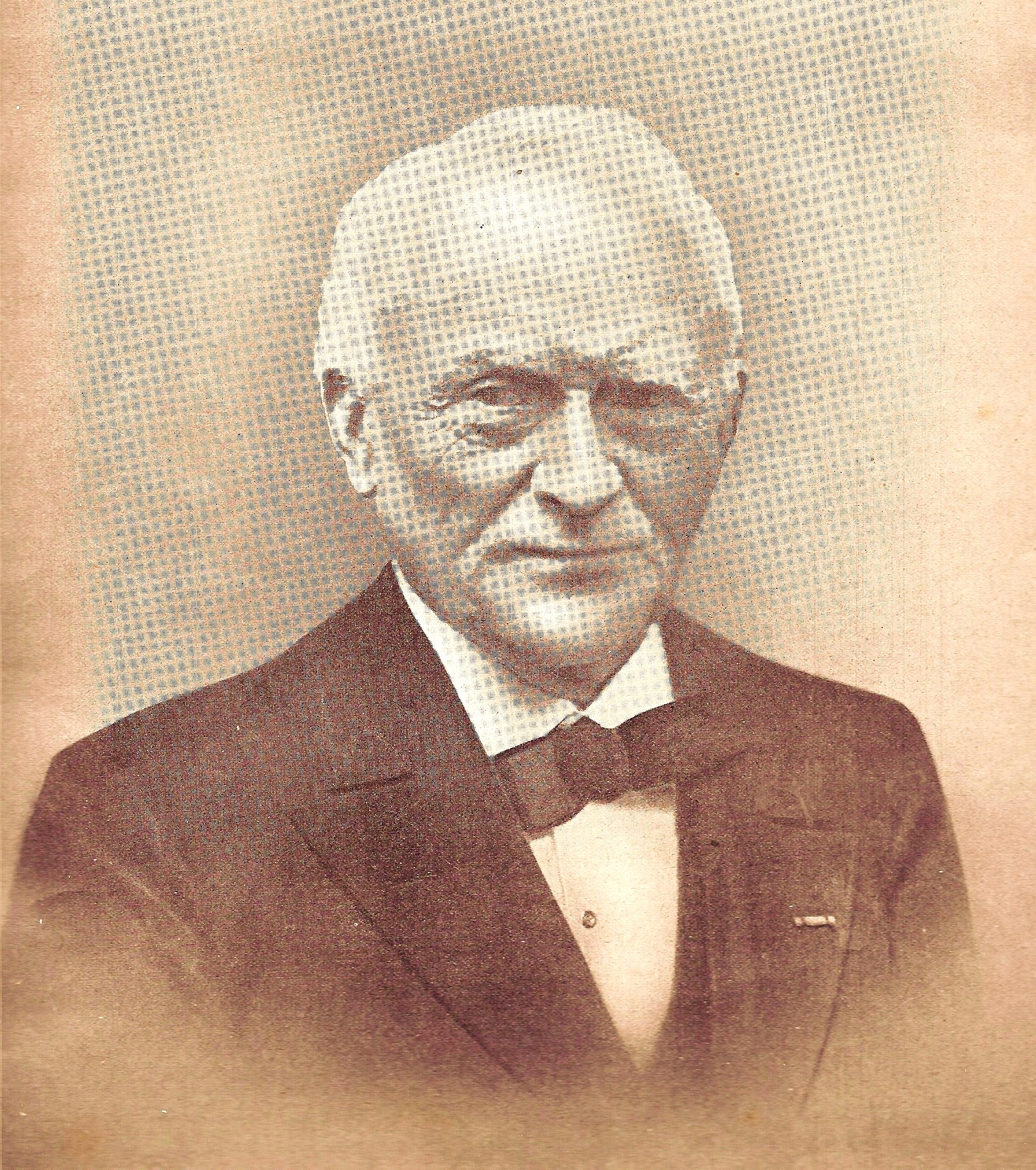
Willem Hovy.

Mr. D. Josephus Jitta was de belangrijkste kracht achter de oprichting en de eerste voorzitter. Hij was een vrijzinnig-liberaal jurist en gemeenteraadslid, die vond dat de verbeteringen van de volkshuisvesting en de bestrijding van de werkloosheid nauw met elkaar samenhingen. In 1893 nam hij het initiatief tot de oprichting van het Fonds, waarmee hij krotten wilde aankopen, opruimen en vervangen door betaalbare arbeiderswoningen. Deze moesten verhuurd worden aan de minst welvarende arbeidersgezinnen, die niet meer dan 3, 4 of 5 kwartjes huur per week konden betalen. Gezien de bouwkosten van arbeiderswoningen in Amsterdam, zou een belegger in dergelijke arbeiderswoningen niet meer rendement maken dan 3 a 4%, wat het oninteressant maakte voor beleggers die slechts in winst waren geïnteresseerd.

## Sociale motieven
Van de markt of van de overheid viel in die tijd weinig te verwachten. Hij mikte er daarom op dat maatschappelijk betrokken burgers zich zouden aansluiten bij zijn Fonds uit filantropische of sociale motieven. Er waren binnen de gegoede burgerij velen die zich het lot van de arbeiders aantrokken of zich zorgen begonnen te maken over het aanzwellende revolutionaire geluid in de samenleving. Wie jaarlijks 5 gulden doneerde of eenmalig 100 gulden, kon lid worden van de vereniging.

## Groei fonds
De bedoeling was, dat het fonds door dergelijke kapitaalsschenkingen zou groeien en door geleidelijke stijging van de huuropbrengsten, als de lonen van de arbeiders ook zouden groeien. Daarna kon het bezit weer worden uitgebreid. Het bezit zou nooit verder groeien dan 25 woningen, voornamelijk in de Amsterdamse volkswijk Jordaan. De lage inkomens van arbeiders speelden daarbij een rol, waardoor ze nog decennialang weinig huur konden betalen, alsmede de hoge grondprijzen in Amsterdam.
In totaal werden 10 woningen gerenoveerd. In 1899 werden op de plaats van negen percelen aan het Vuile Weespad en op zes percelen aan de aangrenzende Schilderssteeg 21 woningen gebouwd. Deze woningen waren verdeeld over twee blokken, ontworpen door architect D. Schut, die tevens bestuurslid was van het Aangroeiend Fonds. Ze werden zo gebouwd dat de stegen ter plaatse vijf meter breed werden, breder dan gebruikelijk.

## Opheffing
De groeiende overheidsbemoeienis met de volkshuisvesting, die pas goed op gang kwam met de invoering van de Woningwet in 1902 en de instelling van een gemeentelijke woningdienst, had de noodzaak van het bestaan van het fonds achterhaald.
In 1949 besloot de Algemene ledenvergadering van de vereniging het woningbezit om niet over te dragen aan de gemeente Amsterdam en het Fonds op te heffen. De woningen kwamen in 1950 in beheer bij de Gemeentelijke Woningdienst Amsterdam. De vereniging hief zich op op 26 juli 1950.

## Bezit naar Woningbedrijf
In 1965 werd de Gemeentelijke Woningdienst, tegelijk met de verhuizing naar het Wibauthuis, omgedoopt in Gemeentelijke Dienst Volkshuisvesting, waar de bouw en het beheer van de gemeentewoningen in handen kwam van het dienstonderdeel Gemeentelijk Woningbedrijf Amsterdam. Na de instelling van rayons medio jaren tachtig werd "Woningbedrijf West" de beheerder namens de gemeente.

## Alles gesloopt
In de jaren zeventig van de 20e eeuw vond een onderlinge herverkaveling plaats tussen woningcorporaties van buurten en sociale huurwoningen, waarbij Eigen Haard veel stadsvernieuwing voor haar rekening nam in een deel van de Jordaan, ten zuiden van de Rozengracht. Het complex aan de Tweede Laurierdwarsstraat 14-20 is gesloopt voor de nieuwbouw van architect Lopes Cardozo die in 1984 rondom het Vuile Weespad is neergezet door Eigen Haard aan de Tweede Laurierdwarsstraat 8, 10, 12, 28, 30 en 44. Negen naastgelegen woningen (het blok met de huisnummers 24-28) waren al afgebroken in 1959 na een brand.